# König der Zigeuner
König der Zigeuner (King of the Gypsies) ist ein US-amerikanisches Filmdrama aus dem Jahr 1978. Regie führte Frank Pierson, der das Drehbuch nach einem Buch von Peter Maas schrieb.

## Handlung
Zharko Stepanowicz trägt den Titel des Königs einer Gruppe von Roma, die in der Region von New York City lebt. Er steht kurz vor dem Tod und will die Macht seinem Enkel Dave übergeben. Daves Vater Groffo fühlt sich übergangen und intrigiert gegen seinen Sohn. Der in der amerikanischen Gesellschaft assimilierte Dave ist bereit, die Macht an seinen Vater abzugeben. Er tut es schließlich doch nicht, um die Tradition zu wahren.

## Kritiken
Vincent Canby schrieb in der New York Times vom 20. Dezember 1978, das Melodrama über drei Generationen der Zigeuner habe viel Farbe, aber wenig Substanz. Der Film wirke stellenweise – dadurch, dass manche Zigeuner die anderen zum Respektieren des Königs auffordern würden – wie Der Pate.
Dave Kehr bezeichnete den Film im Chicago Reader als „gegenstandslos“, „chaotisch“ und „abschweifend“; er habe weder Atmosphäre noch Energie. Die Regie sei „halbherzig“.

## Auszeichnungen
Eric Roberts wurde im Jahr 1979 als Bester Nachwuchsdarsteller für den Golden Globe Award nominiert.

## Hintergründe
Der Film wurde in New York City und in Hillside (New Jersey) gedreht. Er spielte in den Kinos der USA ca. 7,3 Millionen US-Dollar ein.